# City of Angels - La città degli angeli (colonna sonora)
La colonna sonora del film City of Angels - La città degli angeli è stata pubblicata dalla Warner Bros. Records nel 1998, in concomitanza con l'uscita della pellicola nelle sale cinematografiche. L'album annovera firme prestigiose e ha ottenuto un buon riscontro di vendite, rivelandosi tra le colonne sonore di maggior successo degli anni '90.
I due singoli Iris dei Goo Goo Dolls e Uninvited di Alanis Morissette vennero pubblicati per le radio statunitensi nel marzo del 1998 e ricevettero massiccio airplay fino al mese di agosto seguente. Entrambe le canzoni vennero prodotte da Rob Cavallo, lo stesso che lavorerà ai rispettivi album in studio in cui verranno poi inclusi i due brani (Supposed Former Infatuation Junkie di Alanis Morisette e Dizzy Up the Girl dei Goo Goo Dolls).
La presenza illegale di Uninvited su internet nei primi di marzo costrinse la Warner ad anticipare la pubblicazione per le radio dell'intera colonna sonora, prima della sua effettiva uscita nei negozi. L'album ha costituito una sorta di trampolino di lancio internazionale per il gruppo statunitense dei Goo Goo Dolls, gli interpreti del tema principale Iris, fino ad allora poco conosciuti dal grande pubblico.
L'album ha debuttato alla posizione numero 23 della Billboard 200 negli Stati Uniti il 18 aprile 1998. La settimana seguente, è entrato nella top 10, alla posizione numero 7. Ha poi registrato tre settimane consecutive in seconda posizione, prima di raggiungere la vetta della classifica nei primi di giugno, vendendo 165 000 copie. Ad oggi, la colonna sonora è arrivata a vendere oltre cinque milioni di copie e mezzo nei soli Stati Uniti, ottenendo la certificazione di quintuplo disco di platino dalla RIAA.

## Tracce
Per ogni traccia sono indicati i relativi autori e interpreti.
1. If God Will Send His Angels – 4:31 (Bono, The Edge, Adam Clayton, Larry Mullen, Jr.) – U2
2. Uninvited – 4:34 (Alanis Morisette) – Alanis Morisette
3. Red House – 3:49 (Jimi Hendrix) – Jimi Hendrix
4. Feelin' Love – 5:37 (Paula Cole) – Paula Cole
5. Mama, You Got A Daughter – 3:41 (John Lee Hooker) – John Lee Hooker
6. Angel – 4:29 (Sarah McLachlan) – Sarah McLachlan
7. Iris – 4:49 (John Rzeznik) – Goo Goo Dolls
8. I Grieve – 8:09 (Peter Gabriel) – Peter Gabriel
9. I Know – 4:34 (Jude Cristobal) – Jude
10. Farther Up the Road – 7:26 (Joe Medwick, Don Robey) – Eric Clapton
11. Angel Falls – 4:54 (Gabriel Yared) – Gabriel Yared
12. Unfeeling Kiss – 3:42 (Gabriel Yared) – Gabriel Yared
13. Spreading Wings – 4:25 (Gabriel Yared) – Gabriel Yared
14. City of Angels – 7:07 (Gabriel Yared) – Gabriel Yared

## Classifiche

### Classifiche settimanali
| Classifica (1998) | Posizione massima |
| ----------------- | ----------------- |
| Australia         | 1                 |
| Austria           | 2                 |
| Belgio (Fiandre)  | 8                 |
| Belgio (Vallonia) | 21                |
| Canada            | 3                 |
| Europa            | 2                 |
| Francia           | 31                |
| Germania          | 1                 |
| Irlanda           | 9                 |
| Italia            | 5                 |
| Malaysia          | 4                 |
| Norvegia          | 3                 |
| Nuova Zelanda     | 1                 |
| Paesi Bassi       | 28                |
| Stati Uniti       | 1                 |
| Svezia            | 29                |
| Svizzera          | 1                 |

### Classifiche di fine anno
| Classifica (1998) | Posizione |
| ----------------- | --------- |
| Australia         | 27        |
| Austria           | 15        |
| Canada            | 8         |
| Germania          | 25        |
| Italia            | 55        |
| Nuova Zelanda     | 20        |
| Stati Uniti       | 7         |
| Svizzera          | 48        |

### Classifiche di fine decennio
| Classifica (1990–1999) | Posizione |
| ---------------------- | --------- |
| Stati Uniti            | 49        |